# تشستین
تشستین (به چکی: Čestín) یک منطقهٔ مسکونی در جمهوری چک است که در ناحیه کوتنا هورا واقع شده‌است. تشستین ۳۲٫۵۵ کیلومتر مربع مساحت و ۴۳۲ نفر جمعیت دارد و ۴۷۵ متر بالاتر از سطح دریا واقع شده‌است.